# 第百七国立銀行
第百七国立銀行（だいひゃくしちこくりつぎんこう）は、1878年（明治11年）に福島県で設立された国立銀行。1897年に銀行制度の変更により株式会社第百七銀行となるが、1934年（昭和9年）に解散した。

## 概要
1878年（明治11年）9月、吉野周太郎ら8人の発起人によって福島で設立。1897年（明治30年）2月に国立銀行営業満期前特別処分法により私立銀行となり、株式会社第百七銀行と改名した。岩代銀行（1921年（大正10年））・飯坂銀行（1925年（大正14年））・第百二十五銀行（1927年（昭和2年））を相次いで合併したが、昭和恐慌期に破産し、1934年（昭和9年）6月に任意解散した。本店は現在の東邦銀行本店がある場所に所在していた。

## 沿革
- 1878年（明治11年）：設立
- 1879年（明治12年）：保原出張所（後に保原支店）を設置
- 1897年（明治30年）：株式会社第百七銀行と改名
- 1912年（明治45年）：飯坂派出所（後に飯坂支店）を設置
- 1913（大正2年）：本店を改築
- 1921年（大正10年）：岩代銀行を合併、瀬上支店、藤田支店を設置
- 1925年（大正14年）：飯坂銀行を買収
- 1927年（昭和2年）：第百二十五銀行を買収
- 1928年（昭和3年）：休業
- 1933年（昭和8年）：破産
- 1934年（昭和9年）：任意解散

## 頭取
- 吉野周太郎 (9代)
- 吉野周太郎 (10代)